# Agrotis orbiculella
Agrotis orbiculella là một loài bướm đêm trong họ Noctuidae.